# Sachalin Jużnosachalińsk

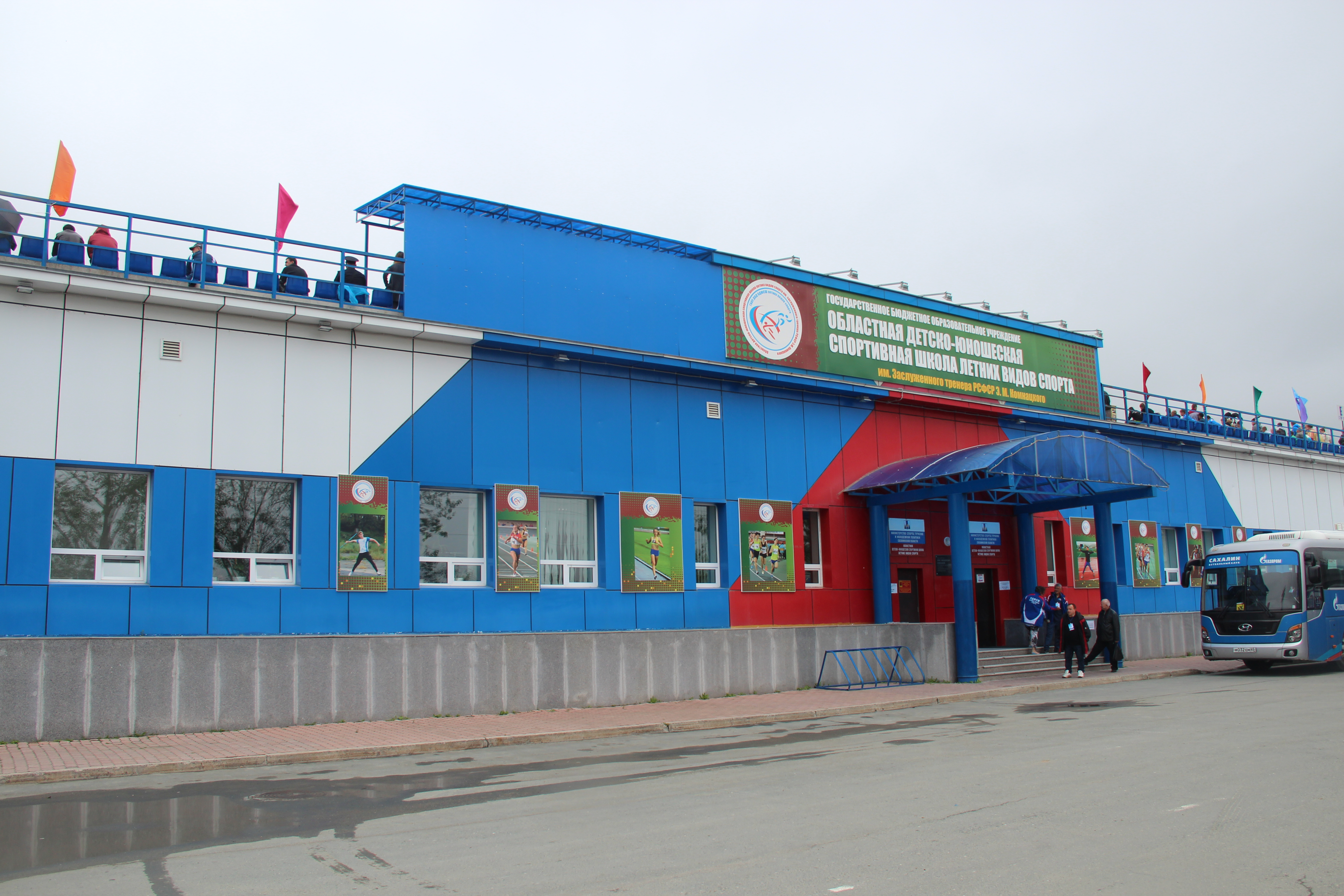
Stadion Spartak w Jużnosachalińsku

Sachalin Jużnosachalińsk (ros. «Сахалин» Южно-Сахали́нск) – rosyjski klub piłkarski z siedzibą w Jużnosachalińsku na wyspie Sachalin.

## Historia
Nazwy:
- 2004–2005: Krylia Sachalina (ros. «Крылья Сахалина»)
- 2006–...: Sachalin Jużnosachalińsk (ros. «Сахалин» Южно-Сахали́нск)

Piłkarska drużyna Krylia Sachalina została założona 5 maja 2004 w mieście Jużnosachalińsk.
W 2005 zespół debiutował w Lidze Amatorskiej, grupie Dalekowschodniej. W następnym sezonie już jako Sachalin Jużnosachalińsk zdobył mistrzostwo w swojej grupie i awansował do profesjonalnej Drugiej Dywizji.
W sezonie 2013/14 wygrał grupę wschodnią Drugiej Dywizji i awansował do Pierwszej Dywizji (FNL), w której jednak się nie utrzymał.
W sezonie 2015/16 ponownie występował w  Drugiej Dywizji, grupie Wschodniej.

## Osiągnięcia
- 16 miejsce w Pierwszej Dywizji:

2015
- 1 miejsce w Drugiej Dywizji, grupie Wschodniej:

2014, 2018